# Capnia umpqua
Capnia umpqua är en bäcksländeart som beskrevs av Theodore Henry Frison 1942. Capnia umpqua ingår i släktet Capnia och familjen småbäcksländor. Inga underarter finns listade i Catalogue of Life.